# Мигалівецька сільська рада
Мигаліве́цька сільська́ ра́да — адміністративно-територіальна одиниця та орган місцевого самоврядування в Барському районі Вінницької області. Адміністративний центр — село Мигалівці.

## Загальні відомості
- Населення ради: 1 399 осіб (станом на 2001 рік)

## Населені пункти
Сільській раді підпорядковані населені пункти:
- с. Мигалівці
- с. Козарівка

## Склад ради
Рада складалася з 16 депутатів та голови.
- Голова ради: Казік Володимир Степанович
- Секретар ради: Крокотенко Віта Петрівна

### Керівний склад попередніх скликань
| Прізвище, ім'я, по батькові | Основні відомості                                                                     | Дата обрання | Дата звільнення |
| --------------------------- | ------------------------------------------------------------------------------------- | ------------ | --------------- |
| Казік Володимир Степанович  | Сільський голова, 1966 року народження, освіта незакінчена вища, безпартійний         | 26.03.2006   | 31.10.2010      |
| Казік Володимир Степанович  | Сільський голова, 1966 року народження, освіта незакінчена вища, член Партії регіонів | 31.10.2010   |                 |

Примітка: таблиця складена за даними сайту Верховної Ради України

### Депутати
За результатами місцевих виборів 2010 року депутатами ради стали:

#### За суб'єктами висування
| Суб'єкт висування                                       | Кількість обраних депутатів | %    |
| ------------------------------------------------------- | --------------------------- | ---- |
| Партія регіонів                                         | 15                          | 93,8 |
| Політична партія Всеукраїнське об'єднання «Батьківщина» | 1                           | 6,3  |

#### За округами
| № округу                                                | Прізвище, ім'я, по батькові   | Дата визнання обраним | Освіта             | Партійна приналежність                        | Відомості про обраного депутата                                          |
| ------------------------------------------------------- | ----------------------------- | --------------------- | ------------------ | --------------------------------------------- | ------------------------------------------------------------------------ |
| Партія регіонів                                         |                               |                       |                    |                                               |                                                                          |
| 1                                                       | Войціхов Ігор Анатолійович    | 03.11.2010            | вища               | позапартійний                                 | ВПЗ с. Мигалівці, начальник                                              |
| 2                                                       | Глушко Світлана Петрівна      | 03.11.2010            | вища               | позапартійна                                  | Мигалівецька загальноосвітня школа, вчитель іноземної мови               |
| 3                                                       | Буденко Оксана Петрівна       | 03.11.2010            | вища               | позапартійна                                  | Мигалівецька загальноосвітня школа, вчитель української мови             |
| 4                                                       | Гальчук Галина Іванівна       | 03.11.2010            | вища               | член Партії регіонів                          | Мигалівецька сільська бібліотека, бібліотекар                            |
| 5                                                       | Крокотенко Віта Петрівна      | 03.11.2010            | вища               | позапартійна                                  | Мигалівецька сільська рада, секретар                                     |
| 6                                                       | Крива Лариса Володимирівна    | 03.11.2010            | середня спеціальна | позапартійна                                  | Мигалівецька сільська рада, касир                                        |
| 7                                                       | Геменна Тетяна Вікторівна     | 03.11.2010            | вища               | позапартійна                                  | Мигалівецька загальноосвітня школа, вчитель молодших класів              |
| 8                                                       | Ручинська Світлана Григорівна | 03.11.2010            | вища               | член Партії регіонів                          | бдинок культури с. Мигалівці, директор                                   |
| 9                                                       | Павлишина Тетяна Петрівна     | 03.11.2010            | вища               | позапартійна                                  | Мигалівецький дошкільний навчальний заклад, вихователь                   |
| 10                                                      | Іванова Людмила Василівна     | 03.11.2010            | середня спеціальна | позапартійна                                  | Мигалівецька амбулаторія загальної практики сімейної медицини, медсестра |
| 11                                                      | Романюк Галина Петрівна       | 03.11.2010            | вища               | позапартійна                                  | Мигалівецька сільська рада, землевпорядник                               |
| 12                                                      | Гуцал Галина Миколаївна       | 03.11.2010            | вища               | позапартійна                                  | Мигалівецька загальноосвітня школа, завуч                                |
| 13                                                      | Кльоц Леонід Станіславович    | 03.11.2010            | середня спеціальна | позапартійний                                 | тимчасово не працює                                                      |
| 14                                                      | Богданюк Микола Степанович    | 03.11.2010            | середня            | позапартійний                                 | тимчасово не працює                                                      |
| 15                                                      | Петровська Марія Григорівна   | 03.11.2010            | середня спеціальна | позапартійна                                  | пенсіонер                                                                |
| Політична партія Всеукраїнське об'єднання «Батьківщина» |                               |                       |                    |                                               |                                                                          |
| 16                                                      | Боднар Іван Степанович        | 03.11.2010            | середня            | член Всеукраїнського об'єднання «Батьківщина» | тимчасово не працює                                                      |